# Carea unipunctata
Carea unipunctata är en fjärilsart som beskrevs av Bethune-Baker 1906. Carea unipunctata ingår i släktet Carea och familjen trågspinnare. Inga underarter finns listade i Catalogue of Life.